# Pseudodiploexochus vanninii
Pseudodiploexochus vanninii är en kräftdjursart som beskrevs av Stefano Taiti och Franco Ferrara 1979. Pseudodiploexochus vanninii ingår i släktet Pseudodiploexochus och familjen Armadillidae. Inga underarter finns listade i Catalogue of Life.